# Rząd Juliana Nowaka
Rząd Juliana Nowaka – gabinet pod kierownictwem premiera Juliana Nowaka, utworzony 31 lipca 1922 roku przez Naczelnika Państwa Józefa Piłsudskiego, po odwołaniu rządu Artura Śliwińskiego. Rząd ustąpił 14 grudnia 1922 roku, jego dymisję przyjął nowo wybrany prezydent Gabriel Narutowicz.
Pierwotnie, 14 lipca 1922 został desygnowany przez Komisję Główną Sejmu RP na premiera rządu Wojciech Korfanty (PSChD), który wówczas skompletował skład gabinetu, lecz 29 lipca komisja wycofała jego desygnację.

## Skład rządu
- Julian Nowak (Stronnictwo Prawicy Narodowej) – prezes Rady Ministrów oraz minister wyznań religijnych i oświecenia publicznego (do 21 sierpnia 1922)
- Antoni Kamieński – minister spraw wewnętrznych (do 11 grudnia 1922)
- Gabriel Narutowicz – minister spraw zagranicznych (do 9 grudnia 1922)
- Kazimierz Sosnkowski – minister spraw wojskowych
- Wacław Makowski – minister sprawiedliwości
- Zygmunt Jastrzębski – minister skarbu
- Henryk Strasburger – kierownik Ministerstwa Przemysłu i Handlu
- Józef Raczyński – kierownik Ministerstwa Rolnictwa i Dóbr Państwowych
- Ludwik Zagórny-Marynowski – minister komunikacji
- Jan Moszczyński – kierownik Ministerstwa Poczt i Telegrafów
- Mieczysław Rybczyński – kierownik Ministerstwa Robót Publicznych (do 30 września 1922)
- Ludwik Darowski – minister pracy i opieki społecznej
- Witold Chodźko – minister zdrowia publicznego

## Zmiany w rządzie
- 21 sierpnia 1922 – Julian Nowak przekazuje tekę ministra wyznań religijnych i oświecenia publicznego Kazimierzowi Władysławowi Kumanieckiemu.
- 30 września 1922 – dymisja kierownika Ministerstwa Robót Publicznych Mieczysława Rybczyńskiego, nowym ministrem zostaje Jan Łopuszański.
- 9 grudnia 1922 – po wybraniu na prezydenta Gabriel Narutowicz rezygnuje z kierowania swoim resortem.
- 11 grudnia 1922 – zostaje zdymisjonowany Antoni Kamieński, na jego miejsce, jako tymczasowy kierownik MSW, zostaje powołany Ludwik Darowski.